# Fairy Ointment

Fairy Ointment ou The Fairy Nurse est un conte de fées écrit par Joseph Jacobs dans son recueil English Fairy Tales. Il a été réécrit sous de nombreuses variantes. Andrew Lang en a notamment inclus une version dans The Lilac Fairy Book.
L'onction, substance permettant aux humains de voir les fées, apparaît occasionnellement dans la littérature fantastique. Des histoires relatives à ces onctions se retrouvent en Scandinavie, en France et dans les Îles Britanniques.

## Résumé
Une sage-femme est appelée pour s'occuper d'un lit d'enfant. L'enfant nait, et il trouve une poudre avec laquelle il va se frotter les yeux. Accidentellement, l'enfant frotte l'un de ses yeux, ou ses deux yeux avec l'onction. Cela lui permet de voir la simple maison se transformer en château, ou, plus souvent, un grand château se transformer en une cave lugubre. 
Dans une des variantes d'Andrew Lang, une femme voit l'une de ses voisines retenue prisonnière par une fée dans le rôle de nourrice, et peut expliquer à son mari comment la délivrer de l'enchantement des fées par une onction féerique comme dans Tam Lin.
Bientôt, la sage-femme voit une fée et comprend qu'elle est prisonnière. La fée l'aveugle alors de l'œil qui pouvait la voir, ou des deux yeux si la sage-femme avait appliqué l'onction sur ses deux yeux.

## Postérité
L'onction féerique apparaît aussi dans beaucoup d'autres contes de fées et livres fantastiques, souvent en tant que méthode pour voir la magie des fées. Par exemple, dans le livre d'Eloise McGraw The Moorchild, les protagonistes entrent dans une colline peuplée par des fées, à la recherche d'un enfant enlevé, mais sont hypnotisés et mis en déroute par le pouvoir des fées jusqu'à ce qu'ils frottent leurs yeux avec l'onction féerique volée. 